# Cuộc đua xe đạp tranh Cúp truyền hình Thành phố Hồ Chí Minh 2018
Cuộc đua xe đạp toàn quốc tranh Cúp truyền hình Thành phố Hồ Chí Minh 2018 là giải đấu lần thứ 30 của Cuộc đua xe đạp toàn quốc tranh Cúp truyền hình Thành phố Hồ Chí Minh, diễn ra từ ngày 29 tháng 3 đến ngày 30 tháng 4 năm 2018. Cuộc đua có 30 chặng với tổng lộ trình 3267 km, xuất phát từ Lạng Sơn và kết thúc tại Hội trường Thống Nhất, Thành phố Hồ Chí Minh. Khác với các cuộc đua trước đây, cuộc đua lần này được mở rộng lộ trình xuống các tỉnh miền Tây Nam Bộ như Đồng Tháp, Cần Thơ, Cà Mau, Kiên Giang, Sóc Trăng, Vĩnh Long.
Đây là cuộc đua có nhiều chặng nhất trong lịch sử xe đạp, chỉ hơn kỷ lục giải Tour de France (Pháp) với 22 chặng. Từ cuộc đua lần này, linh vật chính thức của giải đấu được công bố, là chú ngựa có tên Thần Tốc (tên tiếng Anh là "Speedy").

## Công bố
Thông tin về Cuộc đua xe đạp toàn quốc tranh Cúp Truyền hình Thành phố Hồ Chí Minh 2018 được công bố vào ngày 22 tháng 3 năm 2018 trong một cuộc họp báo trước khi khởi tranh giải. Ban tổ chức đã công bố lộ trình cuộc đua với lộ trình kỷ lục 30 chặng với tổng lộ trình 3267 km. Đài Truyền hình Thành phố Hồ Chí Minh cho biết việc tổ chức này nhằm đánh dấu cột mốc 30 năm tổ chức cuộc đua và hướng tới kỷ niệm 43 năm Giải phóng Miền Nam thống nhất đất nước, 132 năm Ngày Quốc tế Lao động, 128 năm Ngày sinh của Chủ tịch Hồ Chí Minh.
Sở dĩ Ban tổ chức quyết định tổ chức cuộc đua với 30 chặng là nhằm kỷ niệm 30 năm cuộc đua xe đạp lớn nhất Việt Nam ra đời.
| Giải thưởng         | Tiền thưởng      |
| Từng chặng          | Từng chặng       |
| ------------------- | ---------------- |
| Về nhất             | 20.000.000 đồng  |
| Đồng đội            | 3.000.000 đồng   |
| Chung cuộc          |                  |
| Áo vàng             | 300.000.000 đồng |
| Áo đỏ               | 60.000.000 đồng  |
| Áo xanh             | 60.000.000 đồng  |
| Áo trắng            | 30.000.000 đồng  |
| Đồng đội chung cuộc | 100.000.000 đồng |

## Danh sách tham dự

### Đội đua xe đạp
- Anh văn Hội Việt Mỹ Thành phố Hồ Chí Minh (VUS)
- Minh Giang Thành phố Hồ Chí Minh (TTM)
- Premium Cycling Vĩnh Long (PCV)
- Bikelife Đồng Nai (BLĐ)
- Ynghua Đồng Nai (YĐN)
- Calytos Đồng Tháp (CĐT)
- Dược Domesco Đồng Tháp (DĐT)
- Hà Nội (HAN)
- Quân khu 7 (QK7)
- Quân Đội (QDO)
- Cần Thơ (TCT)
- Gạo Hạt Ngọc Trời An Giang (GAG)
- Bảo vệ thực vật An Giang (BAG)

### Vận động viên[4]
| Số đeo | Họ và Tên              | Đội                                             |
| ------ | ---------------------- | ----------------------------------------------- |
| 1      | Lê Văn Duẩn            | Anh văn Hội Việt Mỹ Thành phố Hồ Chí Minh (VUS) |
| 2      | Mai Nguyễn Hưng        | Anh văn Hội Việt Mỹ Thành phố Hồ Chí Minh (VUS) |
| 3      | Nguyễn Trường Tài      | Anh văn Hội Việt Mỹ Thành phố Hồ Chí Minh (VUS) |
| 4      | Trần Thanh Điền        | Anh văn Hội Việt Mỹ Thành phố Hồ Chí Minh (VUS) |
| 5      | Nguyễn Minh Việt       | Anh văn Hội Việt Mỹ Thành phố Hồ Chí Minh (VUS) |
| 6      | Nguyễn Minh Luận       | Anh văn Hội Việt Mỹ Thành phố Hồ Chí Minh (VUS) |
| 11     | Lê Nguyệt Minh         | Minh Giang Thành phố Hồ Chí Minh (TTM)          |
| 12     | Trần Thanh Nhanh       | Minh Giang Thành phố Hồ Chí Minh (TTM)          |
| 13     | Nguyễn Cường Khang     | Minh Giang Thành phố Hồ Chí Minh (TTM)          |
| 14     | Nguyễn Thắng           | Minh Giang Thành phố Hồ Chí Minh (TTM)          |
| 15     | Nguyễn Dương Hồ Vũ     | Minh Giang Thành phố Hồ Chí Minh (TTM)          |
| 16     | Huỳnh Minh Nghĩa       | Minh Giang Thành phố Hồ Chí Minh (TTM)          |
| 21     | Hồ Hoàng Sơn           | Premium Cycling Vĩnh Long (PCV)                 |
| 22     | Nguyễn Minh Thiện      | Premium Cycling Vĩnh Long (PCV)                 |
| 23     | Phan Thanh Tấn Tài     | Premium Cycling Vĩnh Long (PCV)                 |
| 24     | Võ Thanh An            | Premium Cycling Vĩnh Long (PCV)                 |
| 25     | Thái Ngọc Hải          | Premium Cycling Vĩnh Long (PCV)                 |
| 26     | Nguyễn Hoàng Anh       | Premium Cycling Vĩnh Long (PCV)                 |
| 31     | Quách Tịnh Toàn        | Bikelife Đồng Nai (BLĐ)                         |
| 32     | Phan Tuấn Vũ           | Bikelife Đồng Nai (BLĐ)                         |
| 33     | Nguyễn Phạm Quốc Khang | Bikelife Đồng Nai (BLĐ)                         |
| 34     | Nguyễn Văn Đức         | Bikelife Đồng Nai (BLĐ)                         |
| 35     | Bùi Minh Thụy          | Bikelife Đồng Nai (BLĐ)                         |
| 36     | Loic Desriac           | Bikelife Đồng Nai (BLĐ)                         |
| 41     | Hồ Duy Phụng           | Ynghua Đồng Nai (YĐN)                           |
| 42     | Trần Đông Chí          | Ynghua Đồng Nai (YĐN)                           |
| 43     | Nguyễn Hướng           | Ynghua Đồng Nai (YĐN)                           |
| 44     | Huỳnh Nhựt Hoà         | Ynghua Đồng Nai (YĐN)                           |
| 45     | Nguyễn Hoàng Sang      | Ynghua Đồng Nai (YĐN)                           |
| 46     | Edger N.Neito          | Ynghua Đồng Nai (YĐN)                           |
| 51     | Trương Trường An       | Calytos Đồng Tháp (CĐT)                         |
| 52     | Lê Hải Đăng            | Calytos Đồng Tháp (CĐT)                         |
| 53     | Trần Tuấn Kiệt         | Calytos Đồng Tháp (CĐT)                         |
| 54     | Nguyễn Quốc Bảo        | Calytos Đồng Tháp (CĐT)                         |
| 55     | Nguyễn Hoàng Thái      | Calytos Đồng Tháp (CĐT)                         |
| 56     | Nguyễn Vũ Linh         | Calytos Đồng Tháp (CĐT)                         |
| 61     | Phạm Quốc Cường        | Dược Domesco Đồng Tháp (DĐT)                    |
| 62     | Nguyễn Nhật Nam        | Dược Domesco Đồng Tháp (DĐT)                    |
| 63     | Phan Hoàng Thái        | Dược Domesco Đồng Tháp (DĐT)                    |
| 64     | Nguyễn Tấn Hoài        | Dược Domesco Đồng Tháp (DĐT)                    |
| 65     | Trần Nguyễn Minh Trí   | Dược Domesco Đồng Tháp (DĐT)                    |
| 66     | Đỗ Tuấn Anh            | Dược Domesco Đồng Tháp (DĐT)                    |
| 71     | Xa Văn Thắng           | Hà Nội (HAN)                                    |
| 72     | Lò Văn Xôm             | Hà Nội (HAN)                                    |
| 73     | Đỗ Hùng Cường          | Hà Nội (HAN)                                    |
| 74     | Nguyễn Doãn Đức        | Hà Nội (HAN)                                    |
| 75     | Lường Văn Sinh         | Hà Nội (HAN)                                    |
| 76     | Phùng Văn Nam          | Hà Nội (HAN)                                    |
| 81     | Huỳnh Thanh Tùng       | Quân khu 7 (QK7)                                |
| 82     | Trần Nguyễn Duy Nhân   | Quân khu 7 (QK7)                                |
| 83     | Trần Lê Minh Tuấn      | Quân khu 7 (QK7)                                |
| 84     | Trần Đức Tiến          | Quân khu 7 (QK7)                                |
| 85     | Cao Trung Hiếu         | Quân khu 7 (QK7)                                |
| 86     | Ngô Hoàng Nhu          | Quân khu 7 (QK7)                                |
| 91     | Nguyễn Huỳnh Phú Lộc   | Quân đội (QDO)                                  |
| 92     | Lê Hữu Phước           | Quân đội (QDO)                                  |
| 93     | Tống Thanh Huyền       | Quân đội (QDO)                                  |
| 94     | Diệp Thái Hoàng        | Quân đội (QDO)                                  |
| 95     | Quách Tiến Dũng        | Quân đội (QDO)                                  |
| 96     | Nguyễn Hữu Thành       | Quân đội (QDO)                                  |
| 101    | Trần Văn Hoài Nam      | Cần Thơ (TCT)                                   |
| 102    | Hồ Hoàng Vẹn           | Cần Thơ (TCT)                                   |
| 103    | Hà Thanh Tâm           | Cần Thơ (TCT)                                   |
| 104    | Lê Quốc Vũ             | Cần Thơ (TCT)                                   |
| 105    | Cao Hoàng Thịnh        | Cần Thơ (TCT)                                   |
| 106    | Đặng Đình Dương        | Cần Thơ (TCT)                                   |
| 111    | Lê Ngọc Sơn            | Gạo Hạt Ngọc Trời An Giang (GAG)                |
| 112    | Trịnh Đức Tâm          | Gạo Hạt Ngọc Trời An Giang (GAG)                |
| 113    | Nguyễn Thành Tâm       | Gạo Hạt Ngọc Trời An Giang (GAG)                |
| 114    | Nguyễn Hoàng Giang     | Gạo Hạt Ngọc Trời An Giang (GAG)                |
| 115    | Quàng Văn Cường        | Gạo Hạt Ngọc Trời An Giang (GAG)                |
| 116    | Javier Sarda Perez     | Gạo Hạt Ngọc Trời An Giang (GAG)                |
| 121    | Nguyễn Đắc Thời        | Bảo vệ Thực vật An Giang (BAG)                  |
| 122    | Phạm Minh Triết        | Bảo vệ Thực vật An Giang (BAG)                  |
| 123    | Nguyễn Văn Dương       | Bảo vệ Thực vật An Giang (BAG)                  |
| 124    | Ngô Văn Phương         | Bảo vệ Thực vật An Giang (BAG)                  |
| 125    | Nguyễn Huỳnh Đăng Khoa | Bảo vệ Thực vật An Giang (BAG)                  |
| 126    | Ali Khademi            | Bảo vệ Thực vật An Giang (BAG)                  |

## Lộ trình và kết quả từng chặng
Khác với lộ trình của các cuộc đua xuyên Việt trước đó, cuộc đua lần này được bắt đầu từ Lạng Sơn thay vì Hà Nội. Từ Bảo Lộc (Lâm Đồng), đoàn đua không về Thành phố Hồ Chí Minh như thường niên mà được mở rộng xuống các tỉnh Đồng Tháp, Cần Thơ, Cà Mau, Kiên Giang, Sóc Trăng, Vĩnh Long trước khi quay lại Thành phố Hồ Chí Minh.
| 1  | 29 tháng 3 | Đua cá nhân tính giờ tại Lạng Sơn                  | 8 km (5 mi)        | Loïc Desriac (BLĐ)               | Javier Sarda Perez (GAG)   | Mai Nguyễn Hưng (VUS)            |                    |                    |
| 2  | 30 tháng 3 | Vòng đua thành phố Lạng Sơn                        | 51 km (32 mi)      | Nguyễn Thành Tâm (GAG)           | Lê Nguyệt Minh (TTM)       | Lê Văn Duẩn (VUS)                |                    |                    |
| 3  | 31 tháng 3 | Lạng Sơn đi Hà Nội                                 | 160 km (99 mi)     | Lê Văn Duẩn (VUS)                | Nguyễn Thành Tâm (GAG)     | Lê Nguyệt Minh (TTM)             |                    |                    |
| 4  | 1 tháng 4  | Vòng đua hồ Hoàn Kiếm (Hà Nội) (25 vòng x 1,7 km)  | 42,5 km (26 mi)    | Huỳnh Thanh Tùng (QK7)           | Nguyễn Dương Hồ Vũ (TTM)   | Bùi Minh Thụy (BLĐ)              |                    |                    |
| 5  | 2 tháng 4  | Hà Nội đi Thanh Hóa                                | 154 km (96 mi)     | Lê Văn Duẩn (VUS)                | Lê Nguyệt Minh (TTM)       | Nguyễn Thành Tâm (GAG)           |                    |                    |
| 6  | 3 tháng 4  | Thanh Hóa đi Nghệ An                               | 134 km (83 mi)     | Lê Nguyệt Minh (TTM)             | Lê Văn Duẩn (VUS)          | Mai Nguyễn Hưng (VUS)            |                    |                    |
| 7  | 4 tháng 4  | Nghệ An đi Quảng Bình (đèo Ngang)                  | 199 km (124 mi)    | Lê Nguyệt Minh (TTM)             | Nguyễn Thành Tâm (GAG)     | Lê Văn Duẩn (VUS)                |                    |                    |
| 8  | 5 tháng 4  | Quảng Bình đi Huế                                  | 162 km (101 mi)    | Lê Quốc Vũ (TCT)                 | Huỳnh Hoàng Phúc (TCT)     | Nguyễn Thành Tâm (GAG)           |                    |                    |
| —  | 6 tháng 4  | Nghỉ tại Huế                                       | Nghỉ tại Huế       | Nghỉ tại Huế                     | Nghỉ tại Huế               | Nghỉ tại Huế                     | Nghỉ tại Huế       | Nghỉ tại Huế       |
| 9  | 7 tháng 4  | Vòng đua Trường Tiền - Phú Xuân (Huế)              | 44 km (27 mi)      | Lê Nguyệt Minh (TTM)             | Nguyễn Thành Tâm (GAG)     | Nguyễn Tấn Hoài (DĐT)            |                    |                    |
| 10 | 8 tháng 4  | Huế đi Đà Nẵng (đèo Phước Tượng, Phú Gia, Hải Vân) | 112 km (70 mi)     | Mai Nguyễn Hưng (VUS)            | Nguyễn Minh Luận (VUS)     | Nguyễn Tấn Hoài (DĐT)            |                    |                    |
| 11 | 9 tháng 4  | Đà Nẵng đi Quảng Ngãi                              | 133 km (83 mi)     | Nguyễn Thành Tâm (GAG)           | Lê Nguyệt Minh (TTM)       | Mai Nguyễn Hưng (VUS)            |                    |                    |
| 12 | 10 tháng 4 | Vòng đua thành phố Quảng Ngãi                      | 40 km (25 mi)      | Nguyễn Thành Tâm (GAG)           | Lê Nguyệt Minh (TTM)       | Quàng Văn Cường (GAG)            |                    |                    |
| 13 | 11 tháng 4 | Quảng Ngãi đi Quy Nhơn                             | 181 km (112 mi)    | Lê Nguyệt Minh (TTM)             | Trần Nguyễn Duy Nhân (QK7) | Nguyễn Thành Tâm (GAG)           |                    |                    |
| 14 | 12 tháng 4 | Quy Nhơn đi Tuy Hòa                                | 100 km (62 mi)     | Trần Nguyễn Duy Nhân (QK7)       | Lê Nguyệt Minh (TTM)       | Nguyễn Thành Tâm (GAG)           |                    |                    |
| 15 | 13 tháng 4 | Vòng đua thành phố Tuy Hòa                         | 40 km (25 mi)      | Nguyễn Thành Tâm (GAG)           | Lê Nguyệt Minh (TTM)       | Trần Nguyễn Duy Nhân (QK7)       |                    |                    |
| 16 | 14 tháng 4 | Tuy Hòa đi Nha Trang (Khánh Hòa, đèo Cả)           | 120 km (75 mi)     | Nguyễn Thành Tâm (GAG)           | Trần Nguyễn Duy Nhân (QK7) | Nguyễn Tấn Hoài (DĐT)            |                    |                    |
| 17 | 15 tháng 4 | Đua đồng đội tính giờ tại Nha Trang                | 48 km (30 mi)      | Gạo Hạt Ngọc Trời An Giang (GAG) | Bikelife Đồng Nai (BLĐ)    | Anh Văn Hội Việt Mỹ TP.HCM (VUS) |                    |                    |
| —  | 16 tháng 4 | Nghỉ tại Nha Trang                                 | Nghỉ tại Nha Trang | Nghỉ tại Nha Trang               | Nghỉ tại Nha Trang         | Nghỉ tại Nha Trang               | Nghỉ tại Nha Trang | Nghỉ tại Nha Trang |
| 18 | 17 tháng 4 | Nha Trang đi Phan Rang (đèo Vĩnh Hy)               | 129 km (80 mi)     | Lê Nguyệt Minh (TTM)             | Nguyễn Thành Tâm (GAG)     | Nguyễn Tấn Hoài (DĐT)            |                    |                    |
| 19 | 18 tháng 4 | Phan Rang đi Đà Lạt (đèo Ngoạn Mục, đèo Prenn)     | 123 km (76 mi)     | Phan Hoàng Thái (DĐT)            | Javier Sarda Perez (GAG)   | Edger N.Neito (YĐN)              |                    |                    |
| 20 | 19 tháng 4 | Vòng đua Hồ Xuân Hương (Đà Lạt) (10 vòng x 5,1 km) | 51 km (32 mi)      | Nguyễn Thành Tâm (GAG)           | Lê Nguyệt Minh (TTM)       | Lê Ngọc Sơn (GAG)                |                    |                    |
| 21 | 20 tháng 4 | Đà Lạt đi Bảo Lộc                                  | 110 km (68 mi)     | Nguyễn Tấn Hoài (DĐT)            | Nguyễn Thành Tâm (GAG)     | Huỳnh Thanh Tùng (QK7)           |                    |                    |
| 22 | 21 tháng 4 | Bảo Lộc đi Bình Dương                              | 160 km (99 mi)     | Nguyễn Tấn Hoài (DĐT)            | Trần Thanh Điền (VUS)      | Edger N.Neito (YĐN)              |                    |                    |
| 23 | 22 tháng 4 | Bình Dương đi Cao Lãnh                             | 154 km (96 mi)     | Lê Nguyệt Minh (TTM)             | Nguyễn Thành Tâm (GAG)     | Nguyễn Tấn Hoài (DĐT)            |                    |                    |
| —  | 23 tháng 4 | Nghỉ tại Cao Lãnh                                  | Nghỉ tại Cao Lãnh  | Nghỉ tại Cao Lãnh                | Nghỉ tại Cao Lãnh          | Nghỉ tại Cao Lãnh                | Nghỉ tại Cao Lãnh  | Nghỉ tại Cao Lãnh  |
| 24 | 24 tháng 4 | Cao Lãnh đi Cần Thơ                                | 98 km (61 mi)      | Quách Tiến Dũng (QĐI)            | Trần Thanh Nhanh (TTM)     | Nguyễn Hoàng Sang (YĐN)          |                    |                    |
| 25 | 25 tháng 4 | Vòng đua thành phố Cần Thơ                         | 45 km (28 mi)      | Nguyễn Thành Tâm (GAG)           | Lê Nguyệt Minh (TTM)       | Mai Nguyễn Hưng (VUS)            |                    |                    |
| 26 | 26 tháng 4 | Cần Thơ đi thành phố Cà Mau (Cà Mau)               | 180 km (112 mi)    | Nguyễn Hoàng Sang (YĐN)          | Quách Tiến Dũng (QĐI)      | Lê Quốc Vũ (TCT)                 |                    |                    |
| 27 | 27 tháng 4 | Cà Mau đi Đất Mũi (Cà Mau)                         | 103 km (64 mi)     | Nguyễn Vũ Linh (CĐT)             | Nguyễn Huỳnh Phú Lộc (QĐI) | Đỗ Hùng Cường (HNI)              |                    |                    |
| 28 | 28 tháng 4 | Đất Mũi đi Rạch Giá (Kiên Giang)                   | 100 km (62 mi)     | Trần Tuấn Kiệt (CĐT)             | Nguyễn Cường Khang (TTM)   | Nguyễn Hoàng Sang (YĐN)          |                    |                    |
| 29 | 29 tháng 4 | Rạch Giá đi Vĩnh Long                              | 145 km (90 mi)     | Nguyễn Huỳnh Phú Lộc (QĐI)       | Lường Văn Sinh (HNI)       | Võ Thanh An (PCV)                |                    |                    |
| 30 | 30 tháng 4 | Vĩnh Long đi Thành phố Hồ Chí Minh                 | 134 km (83 mi)     | Lê Nguyệt Minh (TTM)             | Huỳnh Thanh Tùng (QK7)     | Nguyễn Tấn Hoài (DĐT)            |                    |                    |

### Kết quả màu áo qua các chặng
| Chặng   | - Áo vàng (VĐV xuất sắc) | - Áo xanh (Vua nước rút) | - Áo chấm đỏ (Vua leo núi) | - Áo trắng (VĐV trẻ xuất sắc) |
| ------- | ------------------------ | ------------------------ | -------------------------- | ----------------------------- |
| 1       | Loïc Desriac (BLĐ)       | —                        | —                          | Phan Hoàng Thái (DĐT)         |
| 2       | Loïc Desriac (BLĐ)       | Nguyễn Thành Tâm (GAG)   | —                          | Phan Hoàng Thái (DĐT)         |
| 3       | Loïc Desriac (BLĐ)       | Lê Nguyệt Minh (TTM)     | —                          | Phan Hoàng Thái (DĐT)         |
| 4       | Huỳnh Thanh Tùng (QK7)   | Lê Nguyệt Minh (TTM)     | —                          | Phan Hoàng Thái (DĐT)         |
| 5       | Huỳnh Thanh Tùng (QK7)   | Lê Nguyệt Minh (TTM)     | —                          | Nguyễn Cường Khang (TTM)      |
| 6       | Huỳnh Thanh Tùng (QK7)   | Lê Nguyệt Minh (TTM)     | —                          | Nguyễn Cường Khang (TTM)      |
| 7       | Huỳnh Thanh Tùng (QK7)   | Lê Nguyệt Minh (TTM)     | Nguyễn Dương Hồ Vũ (TTM)   | Nguyễn Cường Khang (TTM)      |
| 8       | Huỳnh Thanh Tùng (QK7)   | Lê Nguyệt Minh (TTM)     | Nguyễn Dương Hồ Vũ (TTM)   | Nguyễn Cường Khang (TTM)      |
| 9       | Huỳnh Thanh Tùng (QK7)   | Lê Nguyệt Minh (TTM)     | Nguyễn Dương Hồ Vũ (TTM)   | Nguyễn Cường Khang (TTM)      |
| 10      | Huỳnh Thanh Tùng (QK7)   | Lê Nguyệt Minh (TTM)     | Loïc Desriac (BLĐ)         | Cao Trung Hiếu (QK7)          |
| 11      | Huỳnh Thanh Tùng (QK7)   | Lê Nguyệt Minh (TTM)     | Loïc Desriac (BLĐ)         | Cao Trung Hiếu (QK7)          |
| 12      | Huỳnh Thanh Tùng (QK7)   | Lê Nguyệt Minh (TTM)     | Loïc Desriac (BLĐ)         | Cao Trung Hiếu (QK7)          |
| 13      | Huỳnh Thanh Tùng (QK7)   | Lê Nguyệt Minh (TTM)     | Loïc Desriac (BLĐ)         | Cao Trung Hiếu (QK7)          |
| 14      | Huỳnh Thanh Tùng (QK7)   | Lê Nguyệt Minh (TTM)     | Loïc Desriac (BLĐ)         | Cao Trung Hiếu (QK7)          |
| 15      | Nguyễn Thành Tâm (GAG)   | Lê Nguyệt Minh (TTM)     | Loïc Desriac (BLĐ)         | Cao Trung Hiếu (QK7)          |
| 16      | Nguyễn Thành Tâm (GAG)   | Lê Nguyệt Minh (TTM)     | Loïc Desriac (BLĐ)         | Cao Trung Hiếu (QK7)          |
| 17      | Nguyễn Thành Tâm (GAG)   | Lê Nguyệt Minh (TTM)     | Loïc Desriac (BLĐ)         | Ngô Văn Phương (BAG)          |
| 18      | Nguyễn Thành Tâm (GAG)   | Lê Nguyệt Minh (TTM)     | Loïc Desriac (BLĐ)         | Ngô Văn Phương (BAG)          |
| 19      | Nguyễn Thành Tâm (GAG)   | Lê Nguyệt Minh (TTM)     | Loïc Desriac (BLĐ)         | Ngô Văn Phương (BAG)          |
| 20      | Nguyễn Thành Tâm (GAG)   | Lê Nguyệt Minh (TTM)     | Loïc Desriac (BLĐ)         | Ngô Văn Phương (BAG)          |
| 21      | Nguyễn Thành Tâm (GAG)   | Lê Nguyệt Minh (TTM)     | Loïc Desriac (BLĐ)         | Ngô Văn Phương (BAG)          |
| 22      | Nguyễn Thành Tâm (GAG)   | Lê Nguyệt Minh (TTM)     | Loïc Desriac (BLĐ)         | Ngô Văn Phương (BAG)          |
| 23      | Nguyễn Thành Tâm (GAG)   | Lê Nguyệt Minh (TTM)     | Loïc Desriac (BLĐ)         | Ngô Văn Phương (BAG)          |
| 24      | Nguyễn Thành Tâm (GAG)   | Lê Nguyệt Minh (TTM)     | Loïc Desriac (BLĐ)         | Ngô Văn Phương (BAG)          |
| 25      | Nguyễn Thành Tâm (GAG)   | Lê Nguyệt Minh (TTM)     | Loïc Desriac (BLĐ)         | Ngô Văn Phương (BAG)          |
| 26      | Nguyễn Thành Tâm (GAG)   | Lê Nguyệt Minh (TTM)     | Loïc Desriac (BLĐ)         | Ngô Văn Phương (BAG)          |
| 27      | Nguyễn Thành Tâm (GAG)   | Lê Nguyệt Minh (TTM)     | Loïc Desriac (BLĐ)         | Ngô Văn Phương (BAG)          |
| 28      | Nguyễn Thành Tâm (GAG)   | Lê Nguyệt Minh (TTM)     | Loïc Desriac (BLĐ)         | Ngô Văn Phương (BAG)          |
| 29      | Nguyễn Thành Tâm (GAG)   | Lê Nguyệt Minh (TTM)     | Loïc Desriac (BLĐ)         | Ngô Văn Phương (BAG)          |
| 30      | Nguyễn Thành Tâm (GAG)   | Lê Nguyệt Minh (TTM)     | Loïc Desriac (BLĐ)         | Ngô Văn Phương (BAG)          |
| Kết quả | Nguyễn Thành Tâm (GAG)   | Lê Nguyệt Minh (TTM)     | Loïc Desriac (BLĐ)         | Ngô Văn Phương (BAG)          |

## Xếp hạng chung cuộc
|                 | Nhất                       | Nhì                        | Ba                         | Tham khảo |
| --------------- | -------------------------- | -------------------------- | -------------------------- | --------- |
| Áo vàng         | Nguyễn Thành Tâm (GAG)     | Ali Khademi (BAG)          | Huỳnh Thanh Tùng (QK7)     | [ 34 ]    |
| Áo chấm đỏ      | Loic Desriac (BLĐ)         | Nguyễn Tấn Hoài (DĐT)      | Phan Hoàng Thái (DĐT)      | [ 34 ]    |
| Áo xanh         | Lê Nguyệt Minh (TTM)       | Nguyễn Thành Tâm (GAG)     | Nguyễn Tấn Hoài (DĐT)      | [ 34 ]    |
| Áo trắng        | Ngô Văn Phương (BAG)       | Trần Đức Tiến (QK7)        | Phan Hoàng Thái (DĐT)      | [ 34 ]    |
| Giải đồng đội   | Anh văn Hội Việt Mỹ TP.HCM | Gạo Hạt Ngọc Trời An Giang | Dược Domesco Đồng Tháp     | [ 34 ]    |
| Giải phong cách | Anh văn Hội Việt Mỹ TP.HCM | Anh văn Hội Việt Mỹ TP.HCM | Anh văn Hội Việt Mỹ TP.HCM | [ 34 ]    |

## Truyền hình
Theo dự kiến ban đầu, 17/30 chặng đua sẽ được truyền hình trực tiếp trên các kênh sóng của HTV. Sau thành công trong việc truyền hình trực tiếp chặng đua xe đạp đường trường không gián đoạn vào ngày 3 tháng 4 năm 2018, HTV quyết định truyền hình trực tiếp thêm 4 chặng đua đường trường, nâng tổng số chặng đua được truyền hình trực tiếp lên 21/30. Đây được xem là bước ngoặt lớn trong lịch sử ngành truyền hình thể thao tại Việt Nam.